# 제거적 유물론
제거적 유물론(Eliminative materialism)은 심리철학에서의 유물론적 입장 가운데 하나다. 제거적 유물론에서는 상식적 심리학에서 말하는 정신상태의 대부분이 실존하지 않는다고 본다. 제거적 유물론자들은 믿음이라느니 욕망과 같은 심리학적 개념들이 애초에 명료하게 정의된 것이 아니기 때문에, 그것들의 기저가 되는 신경활동의 상관관계를 찾을 수 없을 것이라고도 주장한다. 즉, 제거적 유물론은 심리학의 개념들이 얼마나 생물학적으로 잘 환원될 수 있는지 여부에 따라 그 유의미성을 평가해야 한다는 입장이다.
유물론적 입장 내부에서 제거적 유물론과 반대되는 입장은 환원적 유물론이다. 환원적 유물론은 일반적으로 이해되는 정신상태들이 실존하며 또한 그것들이 모두 신경계의 물리상태로 환원될 수 있다고 본다. 그 사이의 중간적인 입장들도 있다.

## 같이 보기
- 맹시
- 해체주의 건축
- 수반현상설
- 기능주의 (심리철학)
- 심신 문제
- 일원론
- 허무주의
- 현상학
- 물리주의
- 국소성의 원리
- 환원주의
- 과학주의